# ياكوفليف ياك-10
ياكوفليف ياك-10 (بالإنجليزية: Yakovlev Yak-10)‏ هي طائرة منافع من صناعة ياكوفليف. كان أول طيران لها في 1944. صنع منها 40 طائرة.